# 身為VTuber的我因為忘記關台而成了傳說
《身為VTuber的我因為忘記關台而成了傳說》，簡稱「V傳」），是日本作家七斗七所著的輕小說系列。2020年6月開始於Hameln（ハーメルン）連載，2021年5月至2025年2月經富士見Fantasia文庫發行，擔綱插圖。本作獲得《這本輕小說真厲害！2022》文庫類別第30位。改編電視動畫於2024年7月至9月播放。

## 故事概要
心音淡雪（本名田中雪）是VTuber大型公司「Live-ON」旗下的VTuber。人物設定是「只會在淡雪飄零之日現身，散發神秘氛圍的美女」的她，主打其「清秀」的形象。她雖然隸屬於大型公司，頻道的觀看人數卻不甚理想。某天她直播结束後，便如常喝着啤酒看其他VTuber直播：「果然500毫升罐裝酒開起來的聲音就是爽啊！」「她也太好擼了吧」「我要來當你的媽媽啦！」然後就醉到不省人事。隔天宿醉的她一覺起來，才發現自己成為了大紅人，原來她忘記关闭直播流推送，整晚跟「清秀」完全相反的言行已经直播到全世界，在網絡上引起軒然大波，訂閱人數節節上升。

## 登場人物
心音淡雪／小咻瓦（聲：佐倉綾音）
本作的主角。本名是田中雪。在網路平台營造清秀形象的VTuber，私底下卻是和網路形象大相逕庭、不拘小節的性格和言談舉止。某日因為偶然忘記關閉直播後，意外讓私底下的言行被放送到網路平台引起軒然大波，成為故事的開端。
彩真白（聲：水野朔）
Live-ON的VTuber3期生。本名是櫻火白。与心音淡雪同期出道。同时也是插画家，负责淡雪的立绘设计。
祭屋光（聲：Machico）
Live-ON的VTuber3期生。本名是佐佐木夏海。以生動活潑的廣播讓大家都精神煥發而受到歡迎。
柳瀨恰咪（聲：菊池紗矢香）
Live-ON的VTuber3期生。本名是藤田滿。主要活躍於ASMR，實際上與人溝通極其困難，合作時笨拙的一面就凸顯出來。
宇月聖（聲：小林優）
Live-ON的VTuber2期生。本名是鏑木聖羅。在成为VTuber之前，是专攻百合的性感女演员，有着在VTuber生涯的首次直播时，突然谈论自己喜欢的百合AV，而让观众震惊的传说。
神成詩音（聲：諸星堇）
Live-ON的VTuber2期生。本名是一之瀨詩織。在音樂人雲集的Live On，她經常負責在協作廣播中，協調和阻止，這為她贏得了“Live On界的媽媽”的綽號。
晝寢貓魔（聲：大橋彩香）
Live-ON的VTuber2期生。本名是鈴鳴凛。喜歡引入蹩腳的劣質遊戲。
朝霧晴（聲：日笠陽子）
Live-ON的VTuber1期生，也是公司VTuber部門的創始人。本名是最上日向。
相馬有素（聲：田所梓）
Live-ON的VTuber4期生。本名是嚴島步。是心音淡雪的狂熱粉絲。
苑風愛萊（聲：M·A·O）
Live-ON的VTuber4期生。本名是山口飛鳥。擁有豐富的動物知識。很不擅長恐怖遊戲，第一次玩的時候，驚慌失措，真實的自我暴露出來，發表了一系列嚴厲的言論。
山谷還（聲：茅野愛衣）
Live-ON的VTuber4期生。本名是東雲奏。之前的工作是一名繪本作家，創作以嬰兒為主題的作品。因“就業”這個詞而受到創傷，並有強烈的拒絕反應。
鈴木（聲：中村櫻）
淡雪的經紀人。

## 出版書籍

### 輕小說
| 卷數 | KADOKAWA       | KADOKAWA               | 台灣角川       | 台灣角川              |
| 卷數 | 發售日期       | ISBN                   | 發售日期       | ISBN                  |
| ---- | -------------- | ---------------------- | -------------- | --------------------- |
| 1    | 2021年5月20日  | ISBN 978-4-04-074111-6 | 2022年4月27日  | ISBN 978-626-321372-2 |
| 2    | 2021年9月18日  | ISBN 978-4-04-074294-6 | 2022年8月17日  | ISBN 978-626-321680-8 |
| 3    | 2022年1月20日  | ISBN 978-4-04-074401-8 | 2022年11月23日 | ISBN 978-626-352086-8 |
| 4    | 2022年5月20日  | ISBN 978-4-04-074402-5 | 2023年5月10日  | ISBN 978-626-352534-4 |
| 5    | 2022年9月16日  | ISBN 978-4-04-074690-6 | 2023年9月25日  | ISBN 978-626-352902-1 |
| 6    | 2023年1月20日  | ISBN 978-4-04-074692-0 | 2023年11月27日 | ISBN 978-626-378170-2 |
| 7    | 2023年6月20日  | ISBN 978-4-04-074982-2 | 2024年3月25日  | ISBN 978-626-378652-3 |
| 8    | 2023年11月17日 | ISBN 978-4-04-075231-0 | 2024年7月10日  | ISBN 978-626-400218-9 |
| 9    | 2024年7月20日  | ISBN 978-4-04-075529-8 |                |                       |
| 10   | 2025年2月20日  | ISBN 978-4-04-075625-7 |                |                       |

### 漫畫
| 卷數 | KADOKAWA      | KADOKAWA               |
| 卷數 | 發售日期      | ISBN                   |
| ---- | ------------- | ---------------------- |
| 1    | 2024年6月25日 | ISBN 978-4-04-114736-8 |

## 出版、宣傳
本作發行時在YouTube公開一段宣傳片，片中由佐倉綾音為主角心音淡雪配音。截至2021年5月22日，觀看次數達60萬次。
2021年6月，宣佈將獲改編為於《月刊Comp Ace》連載的漫畫。2023年8月25日，正式開始連載。

## 電視動畫
本作於2023年1月13日宣佈於同月19日有「重大消息公佈」。當日宣佈將獲改編為電視動畫。6月30日，公開前導視覺圖，以及主要製作人員陣容。10月14日，宣佈定於2024年首播，並公開多名角色的聲優。

### 製作人員
- 原作：七斗七[31]
- 原作插畫：[31]
- 導演：朝岡卓矢[31]
- 系列構成：赤尾凸[31]
- 角色設計、總作畫監督：岩崎令奈[31]
- 主要動畫師：後藤潤二
- 道具設計：宮脇謙史
- 美術設定、美術監督：平柳悟
- 色彩設計：松山愛子
- 2D工程：
- 監控工程：長谷川朋史
- 3DCG監督：廣住茂德
- 攝影監督：尾形拓哉
- 剪輯：肥田文
- Live2D direction：Live2D JUKU[31]
- Live2D動作追蹤：nizima LIVE[31]
- 音響監督：森下廣人
- 音響製作：STUDIO MAUSU
- 音樂：鈴木真人、半田翼
- 音樂製作：KADOKAWA
- 音樂製作人：水鳥智榮子
- 製作人：元長聰、小野僚也、外川明宏、鈴木健、西前朱加
- 動畫製作人：河井敬介
- 動畫製作：TNK[31]
- 製作：「V傳」製作委員會[31]

### 主題曲
片頭曲
作詞、作曲、編曲：橘亮祐（KADOKAWA）、，主唱：心音淡雪（佐倉綾音）、小咻瓦（佐倉綾音）
片尾曲
（第1集）
作詞、作曲：原田茂幸，編曲：脇眞富，主唱：心音淡雪（佐倉綾音）
（第2集）
作詞：魚住勉，作曲：馬飼野康二，編曲：伊藤和馬，主唱：心音淡雪（佐倉綾音）、宇月聖（小林優）
（第3集）
作詞、作曲：Junky，編曲：山本恭平，主唱：祭屋光（Machico）
（第4集）
作詞、作曲、編曲：橘亮祐（KADOKAWA）、，主唱：Live-ON CAST
（第5集）
作詞：大槻賢二，作曲：橘高文彦，編曲：脇真富，主唱：山谷還（茅野愛衣）
（第6集）
作詞、作曲：佐藤良成（Humbert Humbert），編曲：Arte Refact（KADOKAWA），主唱：神成詩音（諸星堇）、宇月聖（小林優）
（第7集）
作詞：NOBE，作曲：野間康介，編曲：Nika Lenz、山本恭平（KADOKAWA），主唱：柳瀨恰咪（菊池紗矢香）
（第8集）
作詞、作曲：春捲飯，編曲：水野谷憐，主唱：彩真白（水野朔）
（第9集）
作詞：國分友里惠，作曲：岩本正樹，編曲：山本恭平，主唱：苑風愛萊（M·A·O）
（第10集）
作詞、作曲：桃井晴子，編曲：伊藤和馬，主唱：晝寢貓魔（大橋彩香）
（第11集）
作詞：，作曲：遠藤直彌，編曲：Nika Lenz（KADOKAWA），主唱：相馬有素（田所梓）
（第12集）
作詞、作曲、編曲：橘亮祐、，主唱：Live-ON CAST
插入曲

作詞、作曲、編曲：橘亮祐、，主唱：Live-ON CAST
（第12集）
作詞：，作曲：本多友紀，編曲：水野谷憐，主唱：心音淡雪（佐倉綾音）、朝霧晴（日笠陽子）

### 劇集列表
| 集數 | 標題     | 劇本     | 分鏡            | 演出     | 作畫監督                                                             | 首播日期      |
| ---- | -------- | -------- | --------------- | -------- | -------------------------------------------------------------------- | ------------- |
| 1    | 第一集   | 赤尾凸   | 朝岡卓矢        | 大久保亮 | 後藤潤二 神田岳 齊藤佳子 石動仁 渡邊遙                               | 2024年7月7日  |
| 2    | 第二集   | 赤尾凸   | 朝岡卓矢        | 大久保亮 | 岩崎令奈 後藤潤二 神田岳 齊藤佳子 渡邊遙                             | 2024年7月14日 |
| 3    | 第三集   | 藤尾稻穗 | 高橋志步        | 高橋志步 | 手島典子 梶浦紳一郎                                                  | 2024年7月21日 |
| 4    | 第四集   | 泉水     | 藤木薰          | 大久保亮 | 岩崎令奈 後藤潤二 神田岳 北島勇樹 王家涵                             | 2024年7月28日 |
| 5    | 第五集   | 若松遼   | 朝岡卓矢        | 藏本穗高 | 岩崎令奈 後藤潤二 神田岳 北島勇樹                                    | 2024年8月4日  |
| 6    | 第六集   | 若松遼   | 藤木薰          | 臼井貴彥 | 北條真純                                                             | 2024年8月11日 |
| 7    | 第七集   | 藤尾稻穗 | 對馬友梨佳      | 大久保亮 | 後藤潤二 神田岳 岩崎令奈 北島勇樹 石動仁 岩立秀之 王家涵 西皮 謝雨朦 | 2024年8月18日 |
| 8    | 第八集   | 赤尾凸   | 朝岡卓矢        | 藏本穗高 | 後藤潤二 神田岳 岩崎令奈 北島勇樹 岩立秀之 王家涵                    | 2024年8月25日 |
| 9    | 第九集   | 泉水     | 藤木薰          | 藤木薰   | 藤木薰 神田岳                                                        | 2024年9月1日  |
| 10   | 第十集   | 若松遼   | 岡本英樹        | 朝岡卓矢 | 神田岳 後藤潤二 岩崎令奈 北島勇樹 藤木薰 王家涵 西皮 謝雨朦          | 2024年9月8日  |
| 11   | 第十一集 | 藤尾稻穗 | 朝岡卓矢 藤木薰 | 粟井重紀 | 猪猪 過燦 阿菁 猞猁仔 無鲸達睬 周文龍 魏丽娟 神田岳                  | 2024年9月15日 |
| 12   | 第十二集 | 赤尾凸   | 朝岡卓矢        | 大久保亮 | 岩崎令奈 藤木 北島勇樹 齊藤佳子 神田岳                               | 2024年9月22日 |

### BD＆DVD
| 卷數 | 發行日期       | 收錄集數     | 規格編號   | 規格編號   |
| 卷數 | 發行日期       | 收錄集數     | BD         | DVD        |
| ---- | -------------- | ------------ | ---------- | ---------- |
| 1    | 2024年11月27日 | 第1集—第4集  | ZMXZ-17711 | ZMBZ-17721 |
| 2    | 2024年12月25日 | 第5集—第8集  | ZMXZ-17712 | ZMBZ-17722 |
| 3    | 2025年1月24日  | 第9集—第12集 | ZMXZ-17713 | ZMBZ-17723 |

## 外部連結
- 小說連載網站（Hameln）（日語）
- 小說連載網站（KAKUYOMU）（日語）
- 富士見Fantasia文庫特設網站（日語）
- 小說的X（前Twitter）（日語）
- 電視動畫官方網站（日語）